# Открытый чемпионат Цюриха по теннису среди женщин
Открытый чемпионат Цюриха по теннису среди женщин (англ. Zürich Open; также Чемпионат Европы среди женщин в помещениях, англ. European Indoors) — профессиональный женский теннисный турнир, проводившийся в Цюрихе на закрытых кортах с 1984 по 2008 год. На протяжении 15 лет, с 1993 по 2007 год, принадлежал к I категории турниров WTA.

## История
Турнир, впервые проведённый в 1984 году, до 1992 года официально носил название чемпионата Европы в помещениях (англ. European Indoors, в 1990—1992 годах BMW European Indoors); под этим названием он прошёл также в 1997 году. С 1993 по 1996 год носил спонсорское название Barilla Indoors, в 1998—2004 годах — Swisscom Challenge. До 1998 года турнир игрался на ковровом покрытии, а с 1999 года перешёл на твёрдое покрытие.
С введением в 1988 году категорий турниров в WTA-туре был включён в IV категорию, однако уже два года спустя относился ко II категории, а с 1993 года — к высшей, I категории. Только в последний год проведения, в 2008 году, турнир снова опустился на одну ступень в классификации турниров WTA. После изменения турнирной сетки WTA-тура цюрихскому турниру не нашлось в ней места.

## Победительницы и финалистки
Наибольшее количество побед в одиночном разряде, шесть, одержала в Цюрихе Штеффи Граф, выигрывавшая его четыре раза подряд с 1989 по 1992 годы. Она также выиграла турнир пар в 1986 году (с Габриэлой Сабатини). По пять раз выигрывали турнир Линдсей Дэвенпорт (четыре раза в одиночном разряде и один раз в парном) и Ренне Стаббс (все — в парах, из них также четыре раза подряд).
Хозяйка соревнований Мартина Хингис трижды первенствовала в парном разряде и один раз в одиночном. В одиночном разряде турнир выигрывали ещё две представительницы Швейцарии, Мануэла Малеева-Франьер и Патти Шнидер. Представительницы бывших советских республик трижды побеждали в турнире пар и один раз (Мария Шарапова) в одиночном разряде.

### Одиночный разряд
| Год  | Победительница          | Финалистка          | Счёт в финале   |
| ---- | ----------------------- | ------------------- | --------------- |
| 2008 | Винус Уильямс (2)       | Флавия Пеннетта     | 7-61, 6-2       |
| 2007 | Жюстин Энен (2)         | Татьяна Головин     | 6-4, 6-4        |
| 2006 | Мария Шарапова          | Даниэла Гантухова   | 6-1, 4-6, 6-3   |
| 2005 | Линдсей Дэвенпорт (4)   | Патти Шнидер        | 7-65, 6-3       |
| 2004 | Алисия Молик            | Мария Шарапова      | 4-6, 6-2, 6-3   |
| 2003 | Жюстин Энен             | Елена Докич         | 6-0, 6-4        |
| 2002 | Патти Шнидер            | Линдсей Дэвенпорт   | 6-75, 7-68, 6-3 |
| 2001 | Линдсей Дэвенпорт (3)   | Елена Докич         | 6-3, 6-1        |
| 2000 | Мартина Хингис          | Линдсей Дэвенпорт   | 6-4, 4-6, 7-5   |
| 1999 | Винус Уильямс           | Мартина Хингис      | 6-3, 6-4        |
| 1998 | Линдсей Дэвенпорт (2)   | Винус Уильямс       | 7-5, 6-3        |
| 1997 | Линдсей Дэвенпорт       | Натали Тозья        | 7-63, 7-5       |
| 1996 | Яна Новотна             | Мартина Хингис      | 6-2, 6-2        |
| 1995 | Ива Майоли              | Мари Пьерс          | 6-4, 6-4        |
| 1994 | Магдалена Малеева       | Наталья Зверева     | 7-5, 3-6, 6-4   |
| 1993 | Мануэла Малеева-Франьер | Мартина Навратилова | 6-3, 7-61       |
| 1992 | Штеффи Граф (6)         | Мартина Навратилова | 2-6, 7-5, 7-5   |
| 1991 | Штеффи Граф (5)         | Натали Тозья        | 6-4, 6-4        |
| 1990 | Штеффи Граф (4)         | Габриэла Сабатини   | 6-3, 6-2        |
| 1989 | Штеффи Граф (3)         | Яна Новотна         | 6-1, 7-66       |
| 1988 | Пэм Шрайвер             | Мануэла Малеева     | 6-3, 6-4        |
| 1987 | Штеффи Граф (2)         | Гана Мандликова     | 6-2, 6-2        |
| 1986 | Штеффи Граф             | Гелена Сукова       | 4-6, 6-2, 6-4   |
| 1985 | Зина Гаррисон (2)       | Гана Мандликова     | 6-1, 6-3        |
| 1984 | Зина Гаррисон           | Клаудиа Коде-Кильш  | 6-1, 0-6, 6-2   |

### Парный разряд
| Год  | Победительницы                              | Финалистки                            | Счёт в финале   |
| ---- | ------------------------------------------- | ------------------------------------- | --------------- |
| 2008 | Кара Блэк (4) Лизель Хубер                  | Анна-Лена Грёнефельд Патти Шнидер     | 6-1, 7-63       |
| 2007 | Квета Пешке Ренне Стаббс (5)                | Лиза Реймонд Франческа Скьявоне       | 7-5, 7-61       |
| 2006 | Кара Блэк (3) Ренне Стаббс (4)              | Катарина Среботник Лизель Хубер       | 7-5, 7-5        |
| 2005 | Кара Блэк (2) Ренне Стаббс (3)              | Даниэла Гантухова Ай Сугияма          | 6-76, 7-64, 6-3 |
| 2004 | Кара Блэк Ренне Стаббс (2)                  | Вирхиния Руано Паола Суарес           | 6-4, 6-4        |
| 2003 | Ким Клейстерс Ай Сугияма                    | Вирхиния Руано Паола Суарес           | 7-63, 6-2       |
| 2002 | Елена Бовина Жюстин Энен                    | Елена Докич Надежда Петрова           | 6-2, 7-62       |
| 2001 | Линдсей Дэвенпорт Лиза Реймонд (2)          | Роберта Винчи Сандрин Тестю           | 6-3, 2-6, 6-2   |
| 2000 | Анна Курникова Мартина Хингис (3)           | Кимберли По Анн-Гаэль Сидо            | 6-3, 6-4        |
| 1999 | Лиза Реймонд Ренне Стаббс                   | Наталья Зверева Натали Тозья          | 6-2, 6-2        |
| 1998 | Винус Уильямс Серена Уильямс                | Мариан де Свардт Елена Татаркова      | 5-7, 6-1, 6-3   |
| 1997 | Аранча Санчес-Викарио Мартина Хингис (2)    | Лариса Савченко-Нейланд Гелена Сукова | 4-6, 6-4, 6-1   |
| 1996 | Гелена Сукова (3) Мартина Хингис            | Николь Арендт Наталья Зверева         | 7-5, 6-4        |
| 1995 | Николь Арендт Манон Боллеграф (3)           | Каролин Вис Чанда Рубин               | 4-6, 7-64, 6-4  |
| 1994 | Манон Боллеграф (2) Мартина Навратилова (2) | Мередит Макграт Патти Фендик          | 7-63, 6-1       |
| 1993 | Зина Гаррисон Мартина Навратилова           | Наталья Зверева Джиджи Фернандес      | 6-3, 5-7, 6-3   |
| 1992 | Наталья Зверева Гелена Сукова (2)           | Мартина Навратилова Пэм Шрайвер       | 7-65, 6-4       |
| 1991 | Яна Новотна (2) Андреа Стрнадова            | Зина Гаррисон Лори Макнил             | 6-4, 6-3        |
| 1990 | Манон Боллеграф Ева Пфафф                   | Динки ван Ренсбург Катрин Сюир        | 7-5, 6-4        |
| 1989 | Яна Новотна Гелена Сукова                   | Юдит Польцль-Визнер Натали Тозья      | 6-3, 3-6, 6-4   |
| 1988 | Изабель Демонжо Натали Тозья                | Клаудиа Коде-Кильш Гелена Сукова      | 6-3, 6-3        |
| 1987 | Паскаль Паради Натали Херреман              | Яна Новотна Катрин Сюир               | 6-3, 2-6, 6-3   |
| 1986 | Штеффи Граф Габриэла Сабатини               | Лори Макнил Алисия Мултон             | 1-6, 6-4, 6-4   |
| 1985 | Гана Мандликова Андреа Темешвари (2)        | Клаудиа Коде-Кильш Гелена Сукова      | 6-4, 3-6, 7-5   |
| 1984 | Андреа Леанд Андреа Темешвари               | Клаудиа Коде-Кильш Гана Мандликова    | 6-1, 6-3        |